# Mehmet-Talha Ekiz
Mehmet-Talha Ekiz (* 4. Jänner 2002) ist ein österreichischer Fußballspieler.

## Karriere
Ekiz begann seine Karriere beim Post SV Wien. Im März 2010 wechselte er in die Jugend des SK Rapid Wien, bei dem er ab der Saison 2016/17 auch in der Akademie spielte. Zur Saison 2020/21 rückte er in den Kader der zweitklassigen Zweitmannschaft der Rapidler. Sein Debüt in der 2. Liga gab er im Februar 2021, als er am 14. Spieltag jener Saison gegen den SKU Amstetten in der 76. Minute für Benjamin Kanuric eingewechselt wurde. In zwei Zweitligaspielzeiten kam Ekiz insgesamt zu zehn Einsätzen für Rapid II.
Zur Saison 2022/23 wechselte er zum Regionalligisten SV Stripfing. Für Stripfing kam er zu sieben Einsätzen in der Regionalliga, mit dem Team stieg er zu Saisonende in die 2. Liga auf. Nach dem Aufstieg verließ er den Verein allerdings wieder.
Nach einer Saison ohne Verein wechselte Ekiz zur Saison 2024/25 zum sechstklassigen FC Purkersdorf.